# Larisa Yurkiw
Larisa Yurkiw (ur. 30 marca 1988 w Owen Sound) – kanadyjska narciarka alpejska, specjalizująca się w konkurencjach szybkościowych, srebrna medalistka mistrzostw świata juniorów.

## Kariera
Na arenie międzynarodowej Larisa Yurkiw po raz pierwszy pojawiła się 13 grudnia 2003 roku w Val Saint-Côme, gdzie w zawodach FIS Race w slalomie nie ukończyła pierwszego przejazdu. W 2006 roku wystartowała na mistrzostwach świata juniorów w Quebecu, zajmując między innymi 40. miejsce w gigancie i 41. miejsce w slalomie. Jeszcze dwukrotnie startowała na imprezach tego cyklu, najlepszy wynik osiągając podczas rozgrywanych w 2008 roku mistrzostw świata juniorów w Formigal, gdzie wywalczyła srebrny medal w kombinacji. Rozdzieliła tam na podium dwie Austriaczki: Annę Fenninger oraz Evę-Marię Brem.
W zawodach Pucharu Świata zadebiutowała 13 stycznia 2007 roku w Altenmarkt, gdzie zajęła 58. miejsce w zjeździe. Pierwsze pucharowe punkty wywalczyła 5 grudnia 2008 roku w Lake Louise, zajmując 29. miejsce w tej samej konkurencji. Na podium zawodów pucharowych pierwszy raz stanęła 16 stycznia 2015 roku w Cortinie d’Ampezzo, kończąc zjazd na drugiej pozycji. Uplasowała się tam za Włoszką Eleną Fanchini a przed Niemką Viktorią Rebensburg. Najlepsze wyniki osiągała w sezonie 2014/2015, kiedy zajęła 32. miejsce w klasyfikacji generalnej, a w klasyfikacji zjazdu była dziesiąta.
W 2014 roku wzięła udział w igrzyskach olimpijskich w Soczi, gdzie była dwudziesta w zjeździe, a rywalizacji w supergigancie nie ukończyła. Była też między innymi czternasta w biegu zjazdowym na rozgrywanych rok później mistrzostwach świata w Vail/Beaver Creek.

## Osiągnięcia

### Igrzyska olimpijskie
| Miejsce | Dzień     | Rok  | Miejscowość | Konkurencja | Czas biegu  | Strata  | Zwyciężczyni              |
| ------- | --------- | ---- | ----------- | ----------- | ----------- | ------- | ------------------------- |
| 20.     | 12 lutego | 2014 | Soczi       | Zjazd       | 1:41,57 min | +1,89 s | Dominique Gisin Tina Maze |
| DNF1    | 15 lutego | 2014 | Soczi       | Supergigant | 1:25,52 min | -       | Anna Fenninger            |

### Mistrzostwa świata
| Miejsce | Dzień     | Rok  | Miejscowość       | Konkurencja     | Czas biegu  | Strata  | Zwyciężczyni      |
| ------- | --------- | ---- | ----------------- | --------------- | ----------- | ------- | ----------------- |
| DNF1    | 3 lutego  | 2009 | Val d’Isère       | Supergigant     | 1:20,73 min | -       | Lindsey Vonn      |
| 23.     | 5 lutego  | 2013 | Schladming        | Supergigant     | 1:35,39 min | +2,75 s | Tina Maze         |
| DNF2    | 8 lutego  | 2013 | Schladming        | Superkombinacja | 2:39,92 min | -       | Maria Höfl-Riesch |
| 28.     | 10 lutego | 2013 | Schladming        | Zjazd           | 1:50,00 min | +3,69 s | Marion Rolland    |
| 28.     | 3 lutego  | 2015 | Vail/Beaver Creek | Supergigant     | 1:10,29 min | +4,08 s | Anna Fenninger    |
| 14.     | 6 lutego  | 2015 | Vail/Beaver Creek | Zjazd           | 1:45,89 min | +1,76 s | Tina Maze         |

### Mistrzostwa świata juniorów
| Miejsce | Dzień     | Rok  | Miejscowość | Konkurencja | Czas biegu  | Strata     | Zwyciężczyni          |
| ------- | --------- | ---- | ----------- | ----------- | ----------- | ---------- | --------------------- |
| 41.     | 4 marca   | 2006 | Quebec      | Slalom      | 1:37,30 min | +11,22 s   | Maria Pietilä-Holmner |
| DNF     | 5 marca   | 2006 | Quebec      | Supergigant | 1:10,96 min | -          | Anna Fenninger        |
| 40.     | 7 marca   | 2006 | Quebec      | Gigant      | 2:22,43 min | +9,03 s    | Tina Weirather        |
| 7.      | 7 marca   | 2007 | Altenmarkt  | Zjazd       | 1:39,69 min | +1,17 s    | Tina Weirather        |
| 28.     | 8 marca   | 2007 | Altenmarkt  | Gigant      | 2:14,90 min | +6,37 s    | Nicole Schmidhofer    |
| DNF     | 9 marca   | 2007 | Altenmarkt  | Supergigant | 1:19,34 min | -          | Nicole Schmidhofer    |
| 10.     | 23 lutego | 2008 | Formigal    | Supergigant | 1:40,19 min | +3,10 s    | Viktoria Rebensburg   |
| 8.      | 26 lutego | 2008 | Formigal    | Zjazd       | 1:50,13 min | +2,18 s    | Ilka Štuhec           |
| 26.     | 28 lutego | 2008 | Formigal    | Slalom      | 1:33,85 min | +4,70 s    | Michaela Kirchgasser  |
| 20.     | 29 lutego | 2008 | Formigal    | Gigant      | 1:42,50 min | +2,37 s    | Anna Fenninger        |
| 2.      | 29 lutego | 2008 | Formigal    | Kombinacja  | 30,20 pkt   | +47,42 pkt | Anna Fenninger        |

### Puchar Świata

#### Miejsca w klasyfikacji generalnej
- sezon 2008/2009: 88.
- sezon 2009/2010: 95.
- sezon 2011/2012: –
- sezon 2012/2013: 111.
- sezon 2013/2014: 52.
- sezon 2014/2015: 32.
- sezon 2015/2016: 22.

#### Miejsca na podium w zawodach
1. Cortina d’Ampezzo – 16 stycznia 2015 (zjazd) – 2. miejsce
2. Val d’Isère – 19 grudnia 2015 (zjazd) – 3. miejsce
3. Zauchensee – 9 stycznia 2016 (zjazd) – 2. miejsce
4. Cortina d’Ampezzo – 23 stycznia 2016 (zjazd) – 2. miejsce